# Wild Horses (группа)
«Wild Horses» — британская рок-группа, игравшая в стиле хард-рок. Коллектив просуществовал всего три года и записал за это время два альбома.

## История
Группу основали в 1978 году гитарист Брайан Робертсон и басист Джимми Бэйн. Бэйн, которого уволили из «Rainbow» за употребление наркотиков, и Робертсон, покинувший «Thin Lizzy» из-за разногласий с остальными музыкантами, встретились в Лондоне летом 1978 года. В то время оба испытывали финансовые затруднения и приняли решение создать группу. В первый состав также вошли Джимми Маккалох и Кенни Джонс. Название «Wild Horses» музыканты взяли в честь одноименной песни «Rolling Stones».
Однако состав оказался непостоянным: Джонса, который присоединился к «The Who», чтобы заменить умершего Кита Муна, сменил Дикси Ли, а на место Маккалоха пришел гитарист и клавишник Нил Картер.
После первых выступлений Дикси Ли был заменен на Клайва Эдвардса (по словам Нила Картера это было вызвано различиями во взглядах на музыку). С приходом Эдвардса образовался первый стабильный состав группы.
Летом 1979 года «Wild Horses» выступили на рок-фестивале в Рединге. Благодаря этому им удалось заключить контракт с лейблом EMI. Музыканты начали запись дебютного альбома вместе с Тревором Рэбином. До выхода альбома группа выпустила несколько синглов, однако в чарты они не попали, хотя были доброжелательно приняты критиками. Дебютный альбом, названный «Wild Horses», увидел свет 14 апреля 1980 года. Он получил в целом положительные отзывы критиков и занял 38 место в британском чарте.
В августе 1980 Картер ушел из «Wild Horses», чтобы присоединиться к «UFO» и на его место приходит Джон Локтон. В мае 1981 выходит следующий альбом «Stand Your Ground». Альбом не попал в чарты. Уже во время записи альбома возникли разногласия между Бэйном и Робертсоном, что привело к уходу последнего. Также коллектив лишился барабанщика Клайва Эдвардса. Оставшиеся Бэйн и Локтон пытались вдохнуть жизнь в распадающийся коллектив, пригласив барабанщика Фрэнка Нуна, а также гитариста Лоуренса Арчера и вокалиста Рубена Арчера. Группа дала несколько выступлений в лондонском клубе «Marquee» после чего окончательно распалась.

## Участники группы

### Последний состав
- Джимми Бэйн — вокал, бас-гитара (1978—1981)
- Рубен Арчер — вокал (1981)
- Лоуренс Арчер — гитара (1981)
- Джон Локтон — гитара (1980—1981)
- Фрэнк Нун — ударные (1981)

### Бывшие участники
- Кенни Джонс — ударные (1978)
- Джимми Маккалох — ритм-гитара (1978)
- Дикси Ли — ударные (1978—1979)
- Нил Картер — ритм-гитара, клавишные (1978—1980)
- Брайан Робертсон — соло-гитара, бэк-вокал (1978—1981)
- Клайв Эдвардс — ударные (1979—1981)

## Дискография

### Студийные альбомы
- 1980 — Wild Horses
- 1981 — Stand Your Ground

### Синглы
- 1979 — «Criminal Tendencies»
- 1980 — «Face Down»
- 1980 — «Flyaway»
- 1981 — «I’ll Give You Love»
- 1981 — «Everlasting Love»

## Комментарии
1. ↑  Некоторые переиздания выходили под названием The First Album